# Augustine Kandathil

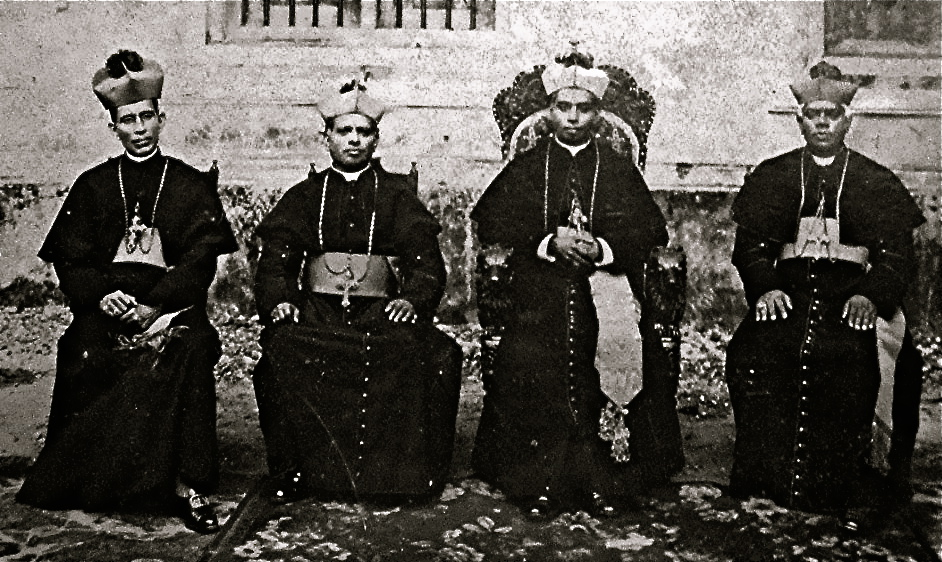
Erzbischof Augustine Kandathil, 1923 (2. Person von rechts, mit erhöhter Stuhllehne)

Augustine Kandathil (Malayalam അഗസ്റ്റിൻ കണ്ടത്തിൽ Agasṟṟin Kaṇṭattil; * 25. August 1874 in Chempu, Kerala; † 10. Januar 1956 in Ernakulam, Kerala) war Erzbischof der syro-malabarischen Erzdiözese Ernakulam.

## Leben
Abp. Augustine Kandathil empfing die Priesterweihe am 21. Dezember 1901. Am 29. August 1911 wurde er zum Koadjutor des Apostolischen Vikariates Ernakulam und zum Titularbischof von Arad ernannt. Die Bischofsweihe spendete ihm am 3. Dezember 1911 der spätere Lateinische Titularpatriarch von Antiochien, Ladislaus Zaleski.
Nach dem Tod des Apostolischen Vikars von Ernakulam, Aloysius Pazheparambil, folgte ihm Augustine Kandathil als Apostolischer Vikar nach. Mit der Erhebung von Ernakulam zum Erzbistum am Thomastag (21. Dezember) 1923 wurde er der erste Erzbischof von Ernakulam und der erste indische katholische Erzbischof der Neuzeit.